# 腎性耗鹽症候群
腎性耗鹽症候群（CSWS），是一种罕见的内分泌疾病，其主要特征是血钠浓度降低和脱水。这种情况通常由脑部损伤（如创伤）或脑部及其周围的肿瘤引发。虽然患者的肾脏功能正常，但会排出过量的钠。该疾病最早于1950年被发现并描述。然而，它的具体病因和治疗方法至今仍存在争议。在神经内科、神经外科、肾脏病学和重症监护医学等多个领域的研究中，学者们对CSWS是否是一种独立的疾病，还是抗利尿分泌異常症（SIADH）的一种特殊类型，仍存在不同观点。 